# Калабалак
Калабалак је шести студијски албум македонске групе Леб и сол. Албум је објављен 1983. године за издавачку кућу Југотон, а првобитно је био доступан само на касети и грамофонској плочи. Реиздање албума на компакт-диску је изашло 2006. године за Croatia Records.

## О албуму
Албум садржи осам песама, од чега су шест инструментали. Материјал је сниман у студију М2 РТВ Скопље. Гости на албуму су били Ана Костовска (пратећи вокали), Слободан Мицев (оргуље, глокеншпил, пратећи вокали), Петар Каргов (саксофон) и Горан Стефановски (пратећи вокали).
У хитове с овог албума убрајају се и песме Бистра вода, Мало сутра и Без речи.

## Списак песама
| №               | Назив                  | Аутор(и)                               | Трајање |  |
| 1.              | Пубертет влада градом  | Б. Арсовски                            | 4:45    |  |
| 2.              | Калабалак              | Г. Стефановски (т), В. Стефановски (м) | 3:54    |  |
| 3.              | Бистра вода            | Б. Арсовски, В. Стефановски            | 4:48    |  |
| 4.              | Л.А. крдија            | В. Стефановски                         | 5:41    |  |
| 5.              |                        | В. Стефановски                         | 3:42    |  |
| 6.              | Мало сутра             | Г. Стефановски (т), В. Стефановски (м) | 3:49    |  |
| 7.              | Без речи               | Б. Арсовски                            | 5:24    |  |
| 8.              | Зелена фотеља дома мог | В. Стефановски                         | 5:19    |  |
| Укупно трајање: | Укупно трајање:        | Укупно трајање:                        | 37:22   |  |

- Аранжмани: Леб и сол

## Музичари
| - Постава групе: - Влатко Стефановски — гитара, вокал, удараљке - Бодан Арсовски — бас-гитара, бас-педале, удараљке, пратећи вокали - Драгољуб Ђуричић — бубњеви. удараљке | - Гости: - Петар Каргов — саксофон - Слободан Мицев — Хамондове оргуље, глокеншпил, пратећи вокали - Ана Костовска — пратећи вокали - Горан Стефановски — пратећи вокали |

### Остале заслуге
- Леб и сол — продуценти
- Брацо Зафировски, Милка Герасимова — тонски сниматељи
- Мирко Илић — дизајн омота
- В. Серафимов — фотографије[1]

## Занимљивости
- Реч калабалак је турског порекла и употребљава се у Јужној Србији, а у преводу значи гужва тј. много људи на једном месту. Ова реч је палиндром у писању, док су у изговору пригушена последња два самогласника. У српски говорни језик се вратила управо захваљујући овом албуму, чија насловна нумера је 1983. године била велики хит на просторима СФРЈ[6].
- У време када је достигао златни тираж, део чланова је било на одслужењу војног рока[7].

## Спотови
- Мало сутра[8]
- Калабалак[7]